# Академија уметности Алфа БК универзитета
Академија уметности је високошколска установа у саставу Алфа БК универзитета. Основана је 1995. године у Београду као прва приватна академија уметности у Србији. Оснивач је Душан Ђоковић.

## Историја
Седиште факултета је у Немањиној улици 28, у београдској општини Савски венац. На факултету се изучава професионална драмска и аудиовизуелна уметност и прва је високо-образовна установа у Србији на пољу уметности, добијањем прве акредитације по Закону о високом образовању 2009. године и Дозволе за рад Министарства просвете, науке и технолошког развоја Републике Србије 2010. године.
Академија је акредитовала иновиране студијске програме основних и матер студија:
- основне академске студије - глума; фотографија и камера; филмска и ТВ режија и монтажа - модул режија и модул монтажа, музичка продукција и дизајн звука; продукција у уметности и медијима
- мастер академске студије - уметност документарних форми; интердисциплинарне студије визуелних и сценских уметности; модул Мултимедијално сценско стваралаштво и модул Фотографија и камера; Креирање имиџа у уметности и медијима.[3]

Студентима Академија уметности Београд омогућено је да наступају на сценама позоришта, снимају, режирају, монтирају игране, документарне, експерименталне и анимиране филмове, ТВ серије, емисије, радио драме, корпоративне филмове и музичке спотове. На Академији уметности дипломирало је преко 14000 уметника.
Предавачи на Академији су Драгана Варагић, Игор Ђорђевић, Тихомир Станић, Милан Нешковић, Предраг Стојменовић, Драгољуб Елчић, др Вељко Ђурић, др Јована Николић, Стеван Филиповић, Драшко Плавшић, Предраг Кајганић, Ива Драшкић Вићановић, др Светлана Безданов Гостимир, др Милан Радовановић, др Весна Крчмар, др Саша Божидаревић, др Бранислав Поповић, Борис Шурлан, Дарко Станковић и многи други.